# Серегин, Павел Павлович
Па́вел Па́влович Сере́гин — советский и российский физик, доктор физико-математических наук (1981), профессор (1997), специалист в области физики кристаллических и аморфных полупроводников и физики высокотемпературной сверхпроводимости.

## Биография
Окончил химический факультет Ленинградского государственного университета им. Жданова по специальности радиохимия (1963), аспирантуру ЛГУ (1967) и защитил в Ученом совете Университета кандидатскую диссертацию по специальности химия твердого тела «Исследование состояния примесных атомов железа и кобальта в галогенидах серебра методом ядерного гамма-резонанса» (1968).
С 1967 по 1971 г. младший научный сотрудник в Институте полупроводников АН СССР (Ленинград). С 1972 по 1992 год работал в Физико-техническом институте им. А. Ф. Иоффе РАН: младший научный сотрудник, старший научный сотрудник и ведущий научный сотрудник.
Докторскую диссертацию «Исследование влияния перехода кристалл-стекло на локальную структуру и состояние примесных атомов в полупроводниках» защитил в Ленинградском государственном политехническом институте (1981) по специальности физика конденсированного состояния.
С 1992 по 2005 г. работал в Санкт-Петербургском государственном политехническом университете последовательно в должностях ведущего научного сотрудника и профессора кафедры экспериментальной физики. В 1997 г. получил ученое звание профессора по кафедре «Экспериментальная физика».
С сентября 2005 года в Российском государственном педагогическом университете им. А. И. Герцена — профессор кафедры физической электроники, директор Центра коллективного пользования «Мессбауэровская спектроскопия» НИИ Физики РГПУ им. А. И. Герцена
Стаж научно-педагогической работы — 50 лет, в том числе педагогической работы в вузе — 20 лет. Под его руководством защищено 28 кандидатских диссертаций.
Лауреат Международной программы образования ISSEP (2000, 2001), лауреат конкурса «Профессора Санкт-Петербурга» (2002, 2003), награждён памятной медалью СПбГПУ, нагрудным знаком «Почётный работник высшего профессионального образования Российской Федерации».
Почётный профессор РГПУ им. А. И. Герцена, член международного научного общества «Мессбауэровский центр», член диссертационного совета Д 212. 199. 21 в РГПУ им. А. И. Герцена, Председатель Редакционного совета направления «Естественные и точные науки» журнала «Известия Российского государственного педагогического университета им. А. И. Герцена».
Опубликовал более 350 научных трудов в журналах, реферируемых в РИНЦ (из них более 130 в журналах, реферируемых в Scopus и более 250 в журналах из списка ВАК), коэффициент Хирша 12 (РИНЦ), общее число цитирований работ Серёгина П. П. 1042 (РИНЦ). Он автор 9 монографий. Имеет два патента на изобретение (2010, 2012 гг., в соавторстве).